# Felicia Saving
Felicia Saving, född 23 augusti 2002, är en svensk fotbollsspelare som spelar för AIK.
Saving började spela fotboll i Nackaklubben Boo FF. Hon gick därefter till AIK, där hon spelade större delen av sin ungdomskarriär och var med och vann SM-guld i F16-serien 2018. Inför säsongen 2019 värvades Saving till Hammarby IF FF där hon också gjorde sin seniordebut samma år. Inför säsongen 2021 bytte Saving klubb till Eskilstuna United där det blev två år i klubben innan flyttlasset gick till Linköping FC. Speltiden i Linköping blev något skral och inför säsongen 2024 meddelade AIK att klubben och Felicia Saving var överens om ett tvåårskontrakt inför lagets återkomst till Damallsvenskan. "Det känns verkligen jättekul att vara tillbaka i AIK igen", kommenterade Saving när klubbytet blev officiellt.